# Pistolet Daewoo DP-51
Daewoo DP-51 – koreański pistolet samopowtarzalny.

## Historia
Pod koniec lat 80. armia Republiki Korei rozpoczęła wybór nowego pistoletu samopowtarzalnego. Po testach postanowiono przyjąć do uzbrojenia pistolet opracowany w zakładach Daewoo Precision Industries Ltd. nowa broń otrzymała wojskowe oznaczenie K5.
Po rozpoczęciu produkcji dla armii firma Daewoo postanowiła wprowadzić K5 na cywilny rynek broni jako DP-51. W następnych latach powstały kolejne wersje tego pistoletu:
- DP-51S – produkowana od 1993 roku wersja semikompaktowa ze skróconą lufą (do 1995 roku wersja ta nosiła oznaczenie DP-51C).
- DP-51C – wersja kompaktowa produkowana od 1995 roku. posiada lufę o długości identycznej jak DP-51S i szkielet o mniejszej wysokości.
- DH-40 – produkowana od 1993 roku odmiana DP-51 kalibru .40 S&W.

## Opis
Daewoo DP-51 jest bronią samopowtarzalną. Zasada działania oparta na krótkim odrzucie lufy, zamek ryglowany przez przekoszenie lufy. Połączenie lufy z zamkiem w położeniu zaryglowanym zapewniają dwa występy ryglowe wchodzące w wyżłobienia w zamku. Odryglowanie zapewnia występ odryglowujący lufy.
Mechanizm spustowy z samonapinaniem, z kurkowym mechanizmem uderzeniowym. Specyficzną cechą zastosowanego mechanizmu spustowego są trzy sposoby działania. Poza klasycznymi SA i DA istnieje trzeci tryb działania mechanizmu spustowego. Po napięciu kurka można go ręcznie przesunąć w przednie położenie bez zwalniania sprężyny uderzeniowej. Do odciągnięcia i ponownego zwolnienia kurka wystarcza w tym trybie siła 22 N. Pistolet posiada zewnętrzny bezpiecznik manualny.
DP-51 jest zasilany z wymiennego, dwurzędowego magazynka pudełkowego o pojemności 13 naboi, umieszczonego w chwycie. Zatrzask magazynka po lewej stronie chwytu pistoletowego. Po wystrzeleniu ostatniego naboju z magazynka zamek zatrzymuje się w tylnym położeniu.
Lufa gwintowana.
Przyrządy celownicze stałe (muszka i szczerbinka). Pistolet wykonany jest ze stopu lekkiego (szkielet) i stali. Okładki chwytu z tworzywa sztucznego.
| Dane taktyczno-techniczne pistoletów DP-51 |                 |                 |                 |         |
| Wersja                                     | DP-51           | DP-51S          | DP-51C          | DH-40   |
| Nabój                                      | 9 mm Parabellum | 9 mm Parabellum | 9 mm Parabellum | .40 S&W |
| Długość (mm)                               | 191             | 178             | 178             | 191     |
| Wysokość (mm)                              | 122             | 122             | 114             | 122     |
| Szerokość (mm)                             | 34              | 34              | 33              | 35      |
| Długość lufy (mm)                          | 104             | 91              | 91              | 104     |
| Masa bez amunicji (g)                      | 794             | 765             | 767             | 907     |
| Pojemność magazynka                        | 13              | 13              | 10              | 10      |